# Stipan Sorić
Don Stipan Sorić je bio hrvatski katolički svećenik i ratnik. Bio je svećenik glagoljaš. Poznat je po svojim zaslugama u ratovima protiv Osmanskog Carstva. Pokazao se odlučnim, hrabrim i vrsnim ratnim strategom. Bojevao je oružjem ali i obavještajno: prikupljao je informacije i uhodio Turke. 

## Podrijetlo i nadnevak rođenja
Nadnevak kad je rođen i umro nisu poznati, kao ni mjesto gdje se rodio, no većina znanstvenika i publicista koja se bavila njima slaže se da je rodom iz Bibinja. Potvrdu tomu da je njegova obitelj Sorića nazočna u Sorićima još od 1536. godine sve do danas.
Po pitanju mjesta rođenja, njegova izjava iz 1647. kad je rekao da je "50 godina robovao Turcima" vodi u pravcu da se je rodio koncem 16. st. ili početkom 17. st.

## Školovanje
Obnašao je duhovničke dužnosti u Gorici (možda i u Prkosu), gdje je bio župnikom. Do danas se nije uspjelo pronaći u crkvenim knjigama gdje se je školovao za svećenika. Pretpostavlja se da je to bilo u Zadru ili zadarskoj okolici.

## Borbe protiv Osmanlija
Djelovao je s područja Hrvatske koja su bila pod mletačkom vlašću. Pored toga, organizirao je prebacivanje ugnjetenog hrvatskog stanovništva s područja pod turskim nadzorom na područje pod kršćanskom vlašću odnosno na mletački teritorij. Od svojih je prebjega formirao četu kojima je bio vođom i glavarom. Radi uspješne borbe, surađivao je s mletačkim generalnim providurom koji se nalazio u Zadru Foscolom. Razradio je ratni plan protiv Turaka, predočio ga Foscolu, a za savezništvo s Mlečanima u borbi protiv Turaka, prisegnuo je mletačkoj zastavi i Evanđelju.
Za njegovog su se vojevanja oslobodili i obranili brojni gradovi na jugu Hrvatske. Njegova slava protegla su u hrvatske narodne pjesme na jugu Hrvatske, točnije, na području srednje i sjeverne Dalmacije i Like. Opjevan je kao velikan, kao hrabri izdanak hrvatskoga naroda, "osloboditelj i vođa, na kraju mučenik i besmrtnik."
1648. je godina njegovih slavnih pohoda. Za trajanja Kandijskog rata, Mlečani na čelu s Vukom Mandušićem i Stipanom Sorićem oslobodili su Klis, koji je pod osmanskom vlašću bio nakon pada 1537., uz kratko oslobođenje 1596., kad su ga oslobodili u akciji koju su poduzeli splitski plemići Ivan Alberti i Nikola Cindro.
Te iste 1648. mletačka vojska oslobodila je Vrliku, ponajviše zahvaljujući Vuku Mandušiću i don Stipanu Soriću. 1688. Vrlika je konačno oslobođena od osmanske vlasti pod kojom su bili od 1522. godine. 
Don Stipana je opjevao i Andrija Kačić Miošić:
Još junaka pjeva od mejdana,

po imenu Sorić don Stipana,

desno krilo dužda mletačkoga,

dušmanina cara silenoga.
Od mejdana košulju nosaše,

na njem zlatno krilo trepećaše;

devedeset posiče Turaka

svojom sabljom silenih junaka.
I sad mu se nahodi desnica

Koja Turke krajišnike smica

U malenu selu Sukošanu

Slava Bogu, pokoj don Stipanu.
1925. godine dobio je priznanje: upisan je među znamenite i zaslužne Hrvate u knjizi Znameniti i zaslužni Hrvati te pomena vrijedna lica u hrvatskoj povijesti od 925.–1925., koja je objavljena prigodom proslave 1000. godišnjice hrvatskoga kraljevstva.